# Proctologia
La proctologia (dal greco πρωκτός, ano, e λογία, studio) o, in un contesto più ampio, la colon-proctologia, occupandosi in maniera altamente selettiva delle malattie del colon-retto e ano, rappresenta una superspecialità che, originando dalla chirurgia, si allarga, sia in fase diagnostica sia terapeutica, a branche molto differenti, quali gastroenterologia, oncologia, dermatologia, infettivologia, perineologia.